# Hans Matheson
Hans Matheson (Stornoway, Skócia, 1975. augusztus 7.) skót színész.

## Élete
Édesanyja terapeuta, népzenész és festő. Első igazi debütálása az 1997-es Mojo című filmben volt, mint Silver Johnny. A film után változatosan jelent meg filmekben és tévé sorozatokban.
Megformálta a klasszikus irodalmi karaktert, Mariust, a Bille August filmben, a Nyomorultak-ban (1998), később pedig Luke Shandként egy gitárral tűnik fel az Újra a régi (1998) fiatalos rocker filmben.
Matheson továbbá szerepet kapott az elismert független brit Tube Tales-ben (1999), egy kereskedelmi filmben a Bodywork-ben (1999), melyben olyan színészekkel játszott együtt, mint Beth Winslet, Charlotte Coleman és Clive Russel. Annak ellenére, hogy kezdetben nem nagyon kapott fontos szerepet, hamar emlékezetessé vált, mint rendkívül tehetséges színész. A következő filmjeit már figyelmesebben válogatta meg, kezdve a modern irodalmi klasszikus filmmel, a Fordított kánon-nal (2000), melyben Jeno Vargaként jelenik meg. Ekkor megtanult hegedülni, s ezt a hobbiját a mai napig megőrizte.
A Fordított kánon filmje után, megkapta Mordred szerepét az amerikai TV film, a Arthur király és a nők-ben (2001), mely a sikeres fantasy sorozatot dolgozza fel. Matheson olyan színészek mellett szerepel a filmben, mint Julianna Margulies, Anjelica Huston vagy Joan Allen.
Karrierjét egy dán filmmel folytatta, a Dina vagyok (2002) klasszikussal. Annak ellenére, hogy a film elég vegyes kritikát kapott, Matheson kiállt mellette. Nem sokkal ezután egy hasonló műfajú filmben is szerepelt, a Giacomo Campiotti által rendezett klasszikus Borisz Paszternak-novellát feldolgozó Dr. Zsivágó-ban (2002), melyben a címszereplőt, Yury Zhivagot alakítja.
Ebben az évben egy harmadik független filmmel is debütált, az ellentmondásos, vallási témájú háborús A végzet őrei (2002) című filmben. Két évvel később feltűnik egy dokumentum filmben (Comfortably Numb), mely a drogfüggők közötti valóéletet mutatja be. 2005-ben szerepelt A szűz királynő c. mini sorozatban Essex grófjaként. 2006-ban a Félhomály című filmben Demi Moore oldalán mutatta be színészi tehetségét.
Matheson 2008-ban egy kisebb sorozattal, a 16. században játszódó The Tudors-szal tért vissza, melyben Thomas Cranmert formálja meg. Karaktere egy jó darabig látható, de a harmadik évadban már nem szerepelt. Szerepet kapott egy négyrészes BBC sorozatban is, a Tess of the d'Urbevilles-ben, ahol pedig Alec d'Urbeville-t formálja meg.
2009-ben szerepelt a nagy sikerű Guy Ritchie által rendezett Sherlock Holmes című filmben, melyben egy teljesen kitalált karaktert, a hiszékeny, de annál több hatalommal rendelkező Lord Cowardot alakítja. 2010-ben láthattuk A titánok harca című filmben is, melyben pedig Ixast, az egyik kísérő harcost alakítja.